# Holländische As
Die holländische As ist eine früher in Nordwesteuropa verbreitete Massen- bzw. Gewichtseinheit, die etwa  0,0481 Gramm entspricht.
So wie die Gewichtseinheit der Kölnischen Mark in 4020 Kölnische As unterteilt war, war die holländische Troy-Mark in 5120 holländische As unterteilt. Da genau zwei Troy-Mark auf ein Troy-Pfund gehen, gilt dieses 10.240 holländische As. 20 4/5 As ergeben ein Gramm; d. h. ein As sind etwa 0,0481 g.

## Vergleichswerte
Gemeint sind in () die alten Königreiche oder andere Staatsformen um 1857 und Quelle
- 1 Livre (Frankreich) = 10184,62 As (Holländ.)
- 1 Medizinalpfund (Hannover, Mecklenburg, Sachsen, Preußen) = 7298,3684 As (Holländ.)
- 1 Medizinalpfund (Niederlande) = 7802,22 As (Holländ.)
- 1 Medizinalpfund (Wiener) = 8739,17 As (Holländ.)
- 1 Medizinalpfund (Württemberg) = 7441,17 As (Holländ.)
- 1 Medizinalpfund (Bayern) = 7490,13 As (Holländ.)
- 1 Medizinalpfund/Troypfund (England) = 7765,6 As (Holländ.)